# Franz Xaver Kießling
Franz Xaver Kießling (* 4. April 1859 in Wien; † 20. Oktober 1940 in Krems) war ein österreichischer Heimatforscher, völkisch-deutschnationaler Schriftsteller und Funktionär der Turnbewegung.

## Leben
Er absolvierte ein Studium an der Technischen Hochschule in Wien, das er als Ingenieur abschloss. Daneben bildete er sich autodidaktisch in lateinischer und mittelhochdeutscher Sprache, Mineralogie, Geologie, Völkerkunde und Urgeschichte fort.
Seit 1884 lebte er großteils in Drosendorf im Waldviertel, wo er sich, nachdem er aus Gesundheitsgründen seinen Beruf ausgeben musste, vielfältigen Forschungen widmete und unter anderem freundschaftlichen Kontakt mit dem deutschnationalen Politiker und radikalen Antisemiten Georg Ritter von Schönerer pflegte.

### Heimatkunde
Er beschäftigte sich mit Hausbergen, Erdställen und Schalensteinen. Sein Hauptbetätigungsfeld war aber die Erforschung der Mineralvorkommen des Waldviertels und die Aufarbeitung der ältesten Geschichte des Thayagebietes um Drosendorf und Raabs an der Thaya. Nebenbei sammelte er Sagen und volkskundliche Realien. Seine Forschungsergebnisse waren im Drosendorfer „Roland-Museum“ präsentiert, welches im Jahre 1912 aufgelöst wurde. Die umfangreiche Sammlungen gelangten in der Folge an verschiedene andere Museen in Wien, Krems und Baden bei Wien, wo heute noch ein Großteil lagert. Das Museum der Stadt Drosendorf, das noch heute nach ihm benannt ist, enthält nur einen kleinen Teil seiner Sammlung, hauptsächlich aus späteren Aufsammlungen.
Kießling veröffentlichte zwischen 1891 und 1939 zahlreiche Publikationen zur Geologie und zur Vor- und Frühgeschichte und zur Volkskunde des Waldviertels. Mit vielen seiner Zeitgenossen stand er im regen Schriftverkehr und Meinungsaustausch, so mit Johann Krahuletz, Josef Höbarth, Angela Stifft-Gottlieb, Anton Hrodegh, Josef Bayer und Matthäus Much. Seine zahlreichen Veröffentlichungen werden noch heute aufgrund ihres umfangreich enthaltenen Quellenmaterials als Grundlage heimatkundlicher Publikationen herangezogen, sind aber durch ihre völkisch-deutschnationale und antisemitische Ausrichtung problematisch.

### Völkischer Ideologe
Als Anhänger Georg von Schönerers war Kießling als Funktionär in der Deutschen Turnerbewegung aktiv und seit 1882 im Turnrat des 1. Wiener Turnvereins tätig. Im Jahr 1886 schloss er Turner jüdischer Herkunft von einem Wettkampf aus, was dazu führte, dass der österreichische Turnrat ihm die Leitung entzog. Kießling veröffentlichte darauf im Verlag Schönerers die Schrift Feind deutscher Turnerei. In dieser sprach er sich für einen Rassenantisemitismus in den Turnvereinen aus. Er war in der Folge maßgeblich verantwortlich für die Durchsetzung einer Satzungsbestimmung im 1. Wiener Turnverein, die später auch in anderen Teilen Österreichs übernommen wurde. Sie beinhaltete den Ausschluss jüdischer Mitglieder und wurde von den deutschen Nationalsozialisten in den 1930er Jahren als direkter Vorläufer des Arierparagraphen angesehen. Der Konflikt führte zum Ausschluss von Kießling und seinen Anhängern aus der Deutschen Turnerschaft. Der gesamte niederösterreichische Turngau folgte ihm in einen „arischen“ Verband, dessen Vereine Juden von der Mitgliedschaft ausschlossen. Er war auch ein Anhänger der Los-von-Rom-Bewegung. Kießling war eng befreundet mit Guido von List und in den 1930er Jahren für die in Österreich damals noch illegale nationalsozialistische Bewegung aktiv.

## Schriften
- Feinde deutscher Turnerei, Wien o. J.
- Denkstätten deutscher Vorzeit im niederösterreichischen Waldviertel. Wien 1891.
- Die Heiligtümer des Stephansdomes zu Wien. Horn 1897.
- Verwälschtes und verlorenes deutsches Blut, Wien 1897.
- Eine Wanderung im Poigreiche. Landschaftliche, vorgeschichtliche, mythologische und volksgeschichtliche Betrachtungen über die Örtlichkeiten Horn, Rosenburg, Alteburg, Drei-Eichen..., Horn 1898.
- Deutschtum und römisches Papstkirchentum. Ein Hinweis auf die Ursachen der deutschvölkischen Los von Rom-Bewegung in der Ostmark, Eger 1899.
- Die Brünnlein und alten Denksäulen von Drosendorf und Umgebung. Ein Beitrag zur Volkskunde. Horn 1899 (2. Auflage: Horn 1922)
- Das Plateaulehm-Paläolithikum des nordöstlichen Waldviertels von Niederösterreich. Mitteilungen der Anthropologischen Gesellschaft 41, 1911, S. 1ff. (mit Hugo Obermaier).
- Neue Beiträge zum Plateaulehm-Paläolithikum des nordöstlichen Waldviertels in Niederösterreich. Mitteilungen der Anthropologischen Gesellschaft 42, 1912, S. 209ff.
- Altertümische Kreuz- und Querzüge. Orts-, landes- und erdkundliche Mitteilungen insbesondere aus dem niederösterreichischen Waldviertel, nebst einer Anzahl Mitteilungen, Wien betreffend. Wien 1914.
- Die Aurignacstation im Gruebgraben bei Kammern in Niederösterreich. Mitteilungen der Anthropologischen Gesellschaft 48/49, 1918/19, S. 229ff.
- Ueber germanisches Erbgut in einigen niederösterreichischen Volksbräuchen und Ortsbezeichnungen, Wien 1921
- Über das Rätsel der Erdställe. Wien 1923.
- Frau Saga im niederösterreichischen Waldviertel. Eine Sammlung von Märchen, Sagen und Erzählungen. 9 Bände, Wien 1924–1932.
- Die schwarze Küche. Ein Beitrag zur volkskundlichen und museumsmäßigen Bedeutung der Alt-Küche. Wien 1927.
- Das Aurignacien im Plateaulehme. Ein Beitrag zur Beurteilung der Alters- und Kulturstufe des Urmenschen im nördlichen Waldviertel, Niederösterreich. Wien 1928.
- Das Steinreich des niederösterreichischen Waldviertels. Wien 1931.
- Beiträge zur Ur-, Vor- und Frühgeschichte von Niederösterreich und Südmähren.Nebst Mitteilungen über mittelalterliche Burgen und Keramik etc. Mit besonderer Berücksichtigung des Waldviertels. Wien 1934 (enthält auch ein umfassendes Schriftenverzeichnis Kießlings).
- Zur Geschichte der Erforschung des Drosendorfer Plateaulehmpaläolithikums. Mitteilungen der Anthropologischen Gesellschaft 66, 1936, S. 261ff.
- Zu den „diluvialzeitlichen“ Kohlen- und Knochenresten im Plateaulehme des nordöstlichen Waldviertels. Mitteilungen der Anthropologischen Gesellschaft 67, 1937, S. 351ff.
- Zum Kohlen- und Knochenvorkommen im Plateaulehm in der Umgebung von Japons in Niederösterreich. Mitteilungen der Anthropologischen Gesellschaft 68, 1938, S. 6ff.
- Stadt Drosendorf und Umgebung von der Urzeit bis in die Gegenwart. Drosendorf 1938.
- Vom Steinreich im Gebiete der Hauptmannschaft Horn. Horner Kalender 1939.